# Rio Grande (Nova Jersey)
Rio Grande és una concentració de població designada pel cens dels Estats Units a l'estat de Nova Jersey. Segons el cens del 2000 tenia 2.444 habitants.

## Demografia
Segons el cens del 2000, Rio Grande tenia 2.444 habitants, 1.029 habitatges, i 658 famílies. La densitat de població era de 399,8 habitants/km².
Dels 1.029 habitatges en un 25,5% hi vivien nens de menys de 18 anys, en un 46,6% hi vivien parelles casades, en un 13,6% dones solteres, i en un 36% no eren unitats familiars. En el 30,1% dels habitatges hi vivien persones soles el 15,4% de les quals corresponia a persones de 65 anys o més que vivien soles. El nombre mitjà de persones vivint en cada habitatge era de 2,36 i el nombre mitjà de persones que vivien en cada família era de 2,93.
Per edats la població es repartia de la següent manera: un 21,6% tenia menys de 18 anys, un 7,7% entre 18 i 24, un 26,7% entre 25 i 44, un 24,1% de 45 a 60 i un 19,9% 65 anys o més.
L'edat mediana era de 42 anys. Per cada 100 dones de 18 o més anys hi havia 91,8 homes.
La renda mediana per habitatge era de 28.424 $ i la renda mediana per família de 38.007 $. Els homes tenien una renda mediana de 32.935 $ mentre que les dones 19.643 $. La renda per capita de la població era de 18.792 $. Aproximadament el 20,9% de les famílies i el 21,4% de la població estaven per davall del llindar de pobresa.

## Poblacions més properes
El següent diagrama mostra les poblacions més properes.